# Nicolas Géraldin
Nicolas Géraldin, sieur de la Penty (né à Saint-Malo le 23 août 1658 mort à Bordeaux le 24 décembre 1746), est un noble d'origine irlandaise qui devient négociant et armateur à Saint-Malo et maire de la ville de 1713 à 1716.  

## Biographie

### Origine
Nicolas Géraldin (francisation de Fitzgerald) est le fils Nicolas (I) Géraldin (1623-1693), consul de la nation anglaise à Saint-Malo, et d'Hélène Lincoln (morte en 1675). Sa famille originaire de Waterford en Irlande issue de la prestigieuse lignée catholique des Fitzgerald, s'est réfugiée à Saint-Malo vers 1650 et a été naturalisée le 15 mars 1662. Il est le neveu d'André Géraldin.

### Armateur puis comte
Après son mariage avec Anne Malbrank le 7 septembre 1694 il reprend les affaires de son père. Il s'engage dans le « Grand négoce » entre 1690 et 1715 à Cadix mais aussi vers le Maroc entre 1695 et  1702 et dans la zone Caraïbes entre 1705 et 1710.  Il participe également  aux armements corsaires de René Duguay-Trouin de 1695 à 1708. Il est élu maire de Saint-Malo de 1713 à 1716.
Nicolas Géraldin  tente de faire valoir son origine aristocratique et entreprend dès 1676 un long processus afin d'obtenir des certificats attestant l'origine de sa famille qui lui sont délivrés par l'évêque de Meath puis celui d'Ossory en 1679, James Butler duc d'Ormond en 1689/1691 et même par le roi Jacques II Stuart le 8 mai 1700. Il n'a gain de cause que le 31 juillet 1703 et après 27 années de procédure il obtient une maintenue de noblesse. Sa famille s'intègre finalement à la noblesse française en achetant un domaine en Normandie avec un titre de comte. Il laisse trois filles : Marie Magdeleine (1686-1725) qui épouse en 1705 Louis-François de Lorgeril (grand-père de Jean-François-Toussaint de Lorgeril) ; Isabelle qui épouse Joseph Hyacinthe Huchet de La Bédoyère ; Hélène Pélagie, épouse de François Marie de Vassy de Brecey ; et un fils Pierre Géraldin, comte de Lapenty, qui fait une carrière militaire et épouse en 1712 Eléonore de La Luzerne.

### Sources
- André Lespagnol, Messieurs de Saint Malo: une élite négociante au temps de Louis XIV Presses Universitaires de Rennes (1997) deux Tomes  (ISBN 2 86 847229 X) p. 850-851
- Patrick Clarke de Dromantin Les réfugiés jacobites dans la France du XVIIIe siècle : l'exode de toute une noblesse pour cause de religion Paris 2005.